# Gustav Sandgren

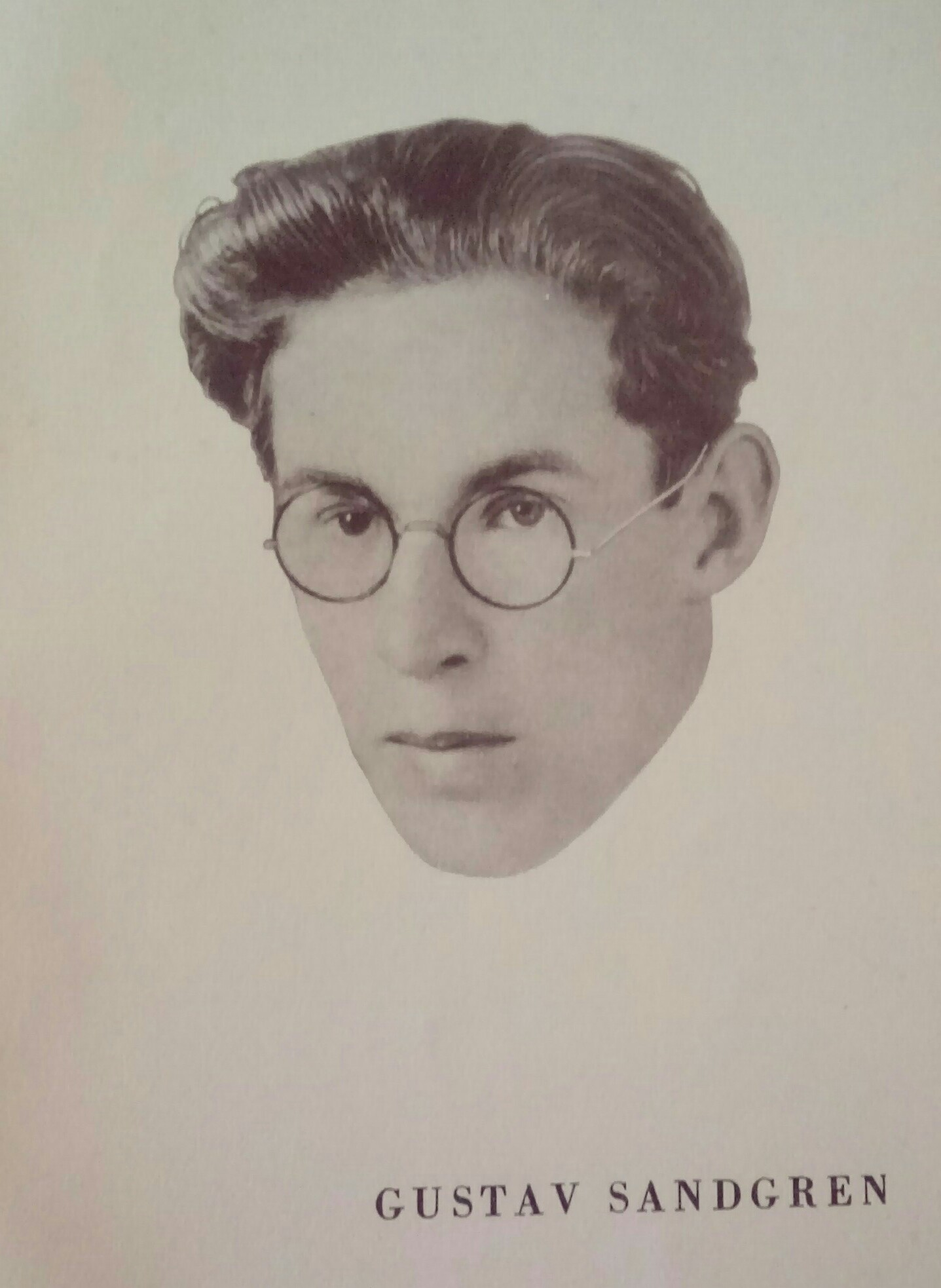
Bild ur antologin Ansikten 1932.

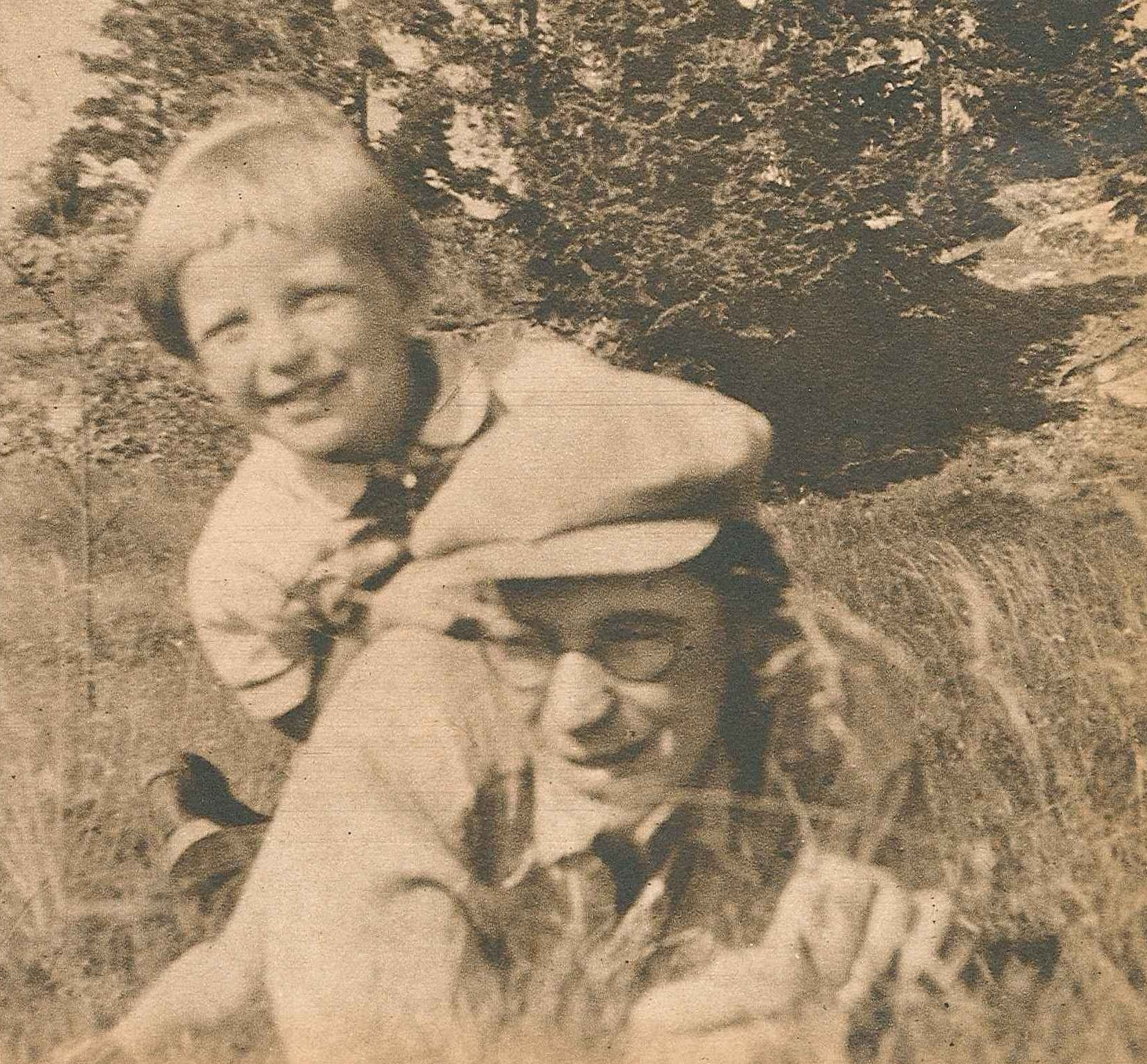
Gustav Sandgren med sin son; foto från början av 1940-talet.

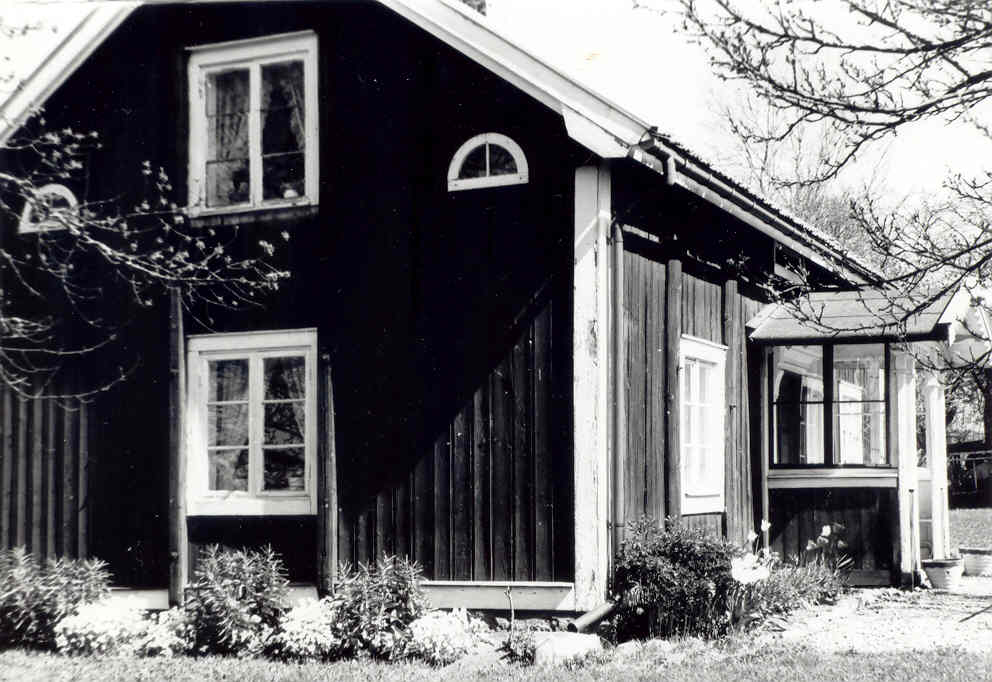
Västra gaveln av Gustav Sandgrens barndomshem i Västra Stenby, våren 1994.

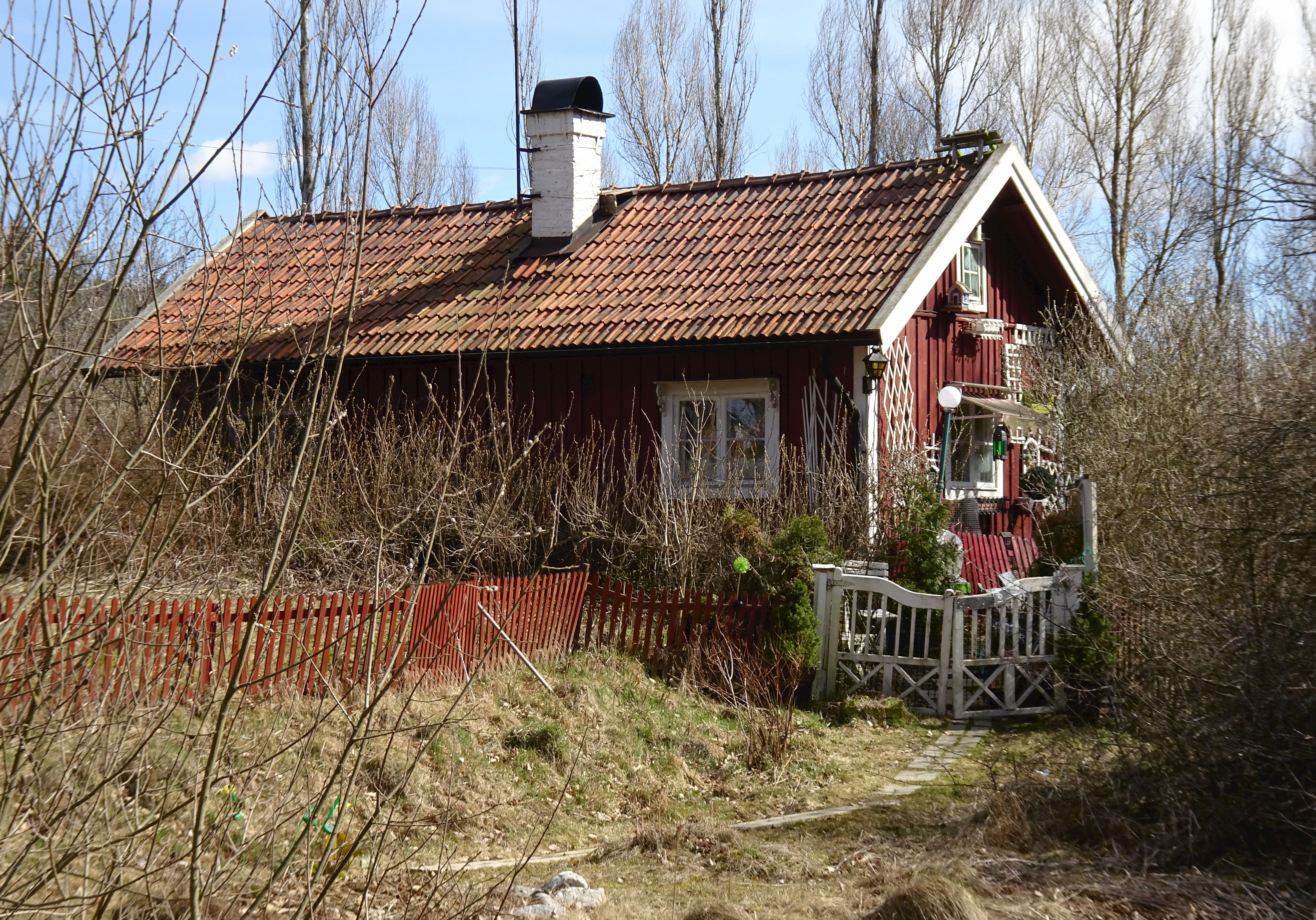
Torpet Linde var Sandgrens författartorp.

Gustav Emil Sandgren, född 20 augusti 1904 i Västra Stenby i Motala kommun, Östergötland, död 11 augusti 1983 på Lidingö, var en svensk författare och översättare.

## Biografi
Sandgren föddes 1904 i Västra Stenby i Östergötland. Föräldrarna var tunnbindare O.J. Sandgren och Karolina Adolfsson, som kunde ge sonen en fattig, men lycklig barndom. Fadern var vid sidan av sitt förvärvsarbete  spelman och fiolbyggare. Sonen Gustav hade alltsedan barndomen både hört och själv på fiol – ett musikinstrument som han hanterade med skicklighet livet igenom – spelat de gamla folkvisorna från Östergötland. Han fascinerades av folksagorna, mystiken och drömmarna, och närde en längtan efter frihet. 
Sandgren blev efter folkskolan industriarbetare och arbetade fem år på Cloetta chokladfabrik i Ljungsbro  utanför Linköping. Åren 1926–1929 gick han på folkhögskola och blev därefter författare på heltid och hade vid sin död 1983 närmare 80 böcker bakom sig. Han gifte sig 1935 med Titti Lindstedt och var från 1937 och ett stycke in på 1940-talet, bosatt i Björknäs vid Hållsviken väster om Trosa i Södermanland. Han träffade Ria Wägner i Stockholm 1944 och flyttade ihop med henne året därpå. De levde sedan i nära fyrtio år i en lägenhet på Lidingö i Stockholms län. Han är gravsatt i minneslunden på Lidingö kyrkogård.
Gustav Sandgren skrev helst romaner, fyra av dem med självbiografiska inslag: Du bittra bröd (1935), David blir människa (1943), Liv ge oss svar (1949) och Ungdomens hunger (1960). Men han skrev också poesi, reseskildringar (några tillsammans med Ria Wägner), sagor, novellsamlingar samt barn- och ungdomsböcker. Sitt stora genombrott fick han med Skymningssagor (1936), en berättelsesamling med sagomotiv som egentligen vände sig till läsare i alla åldrar men som förlaget valde att ge ut som en novellsamling för vuxna. Som översättare har han bland annat översatt verk av Tarjei Vesaas till svenska.
Några ungdomsböcker i science fiction-genren skrev han under pseudonymen Gabriel Linde. Efternamnet Linde hade Sandgren tagit efter torpet Linde där han bosatte sig på sommaren 1933. Det existerar fortfarande och ligger strax söder om Edeby säteri nära orten Norrvrå i Hölö socken, Södermanland.

## Priser och utmärkelser
- 1956 – Boklotteriets stipendiat

### Skönlitteratur
- Fem unga : unglitterär antologi. Stockholm: Bonnier. 1929. Libris 98256 - Tillsammans med Erik Asklund, Josef Kjellgren, Artur Lundkvist och Harry Martinson.
- Gunnar : historien om massans kamp till seger  : roman. Stockholm: Fram. 1929. Libris 3027765
- Havet och vi : roman. Stockholm: Bonnier. 1930. Libris 1342944
- Sju : roman. Stockholm: Bonnier. 1930. Libris 758135
- Livet är rikt : roman. Stockholm: Bonnier. 1932. Libris 1367350
  -  Livet er rikt. Alle tiders forfattere ; 59. Oslo. 1954. Libris 3027775
- Ett fönster mot söder : roman. Moderna unga människor. Stockholm: Bonnier. 1933. Libris 1367349
- Samuel : roman. Stockholm: Bonnier. 1934. Libris 1367351
- Du bittra bröd : roman. Stockholm: Bonnier. 1935. Libris 1367347
- Dans till gryningen. Stockholm: Bonnier. 1937. Libris 1376044
- Livets glasögon : sagor. Stockholm: Bonnier. 1938. Libris 1376046
- Människor och drömmar : noveller. Stockholm: Bonnier. 1939. Libris 606059
- Att leva på vinden : rapsodi. Stockholm: Bonnier. 1941. Libris 1414082
  -  At leve fri som Fuglen. København. 1945. Libris 3027767
- Maria : en berättelse. Stockholm: Bonnier. 1942. Libris 1414087
  -  Maria. København. 1943. Libris 3027772
- David blir människa : en utvecklingshistoria. Stockholm: Bonnier. 1943. Libris 1414084
- Svensk amour : noveller. Stockholm: Bonnier. 1943. Libris 1414095
- Partisan : dikter. Stockholm: Bonnier. 1944. Libris 1414089
- Förebud : dikter. Stockholm: Bonnier. 1945. Libris 1414085
- Skall detta ske på nytt? : roman. Stockholm: Bonnier. 1945. Libris 28185
- Sjung, Clary, sjung! : roman. Stockholm: Bonnier. 1946. Libris 1414091
  -  Syng, Clary, syng! : roman. Alle tiders forfattere ; 52. Oslo. 1953. Libris 3027776
- Svensk ensamhet : noveller. Stockholm: Bonnier. 1946. Libris 1414096
- Styrman Ejder : roman. Stockholm: LT:s förlag. 1947. Libris 1414094
  -  Styrmand Eider. København. 1955. Libris 3027774
- Röst : dikter. Stockholm: Bonnier. 1947. Libris 1414090
- De uppriktigas klubb. Stockholm: Bonnier. 1948. Libris 1414100
- Liv, ge oss svar! : roman. Stockholm: Bonnier. 1949. Libris 1414086
  -  Liv giv os svar. København. 1954. Libris 3027771
- Tiggaropera : en kort roman. Stockholm: Bonnier. 1949. Libris 1414097
- Scholæ naturæ : dikter. Stockholm: Bonnier. 1951. Libris 667211
- Tre dagar i solen : roman. Stockholm: Bonnier. 1953. Libris 1446942
- Cresilas herden. Stockholm: Tiden. 1955. Libris 1446932
- Vårregnens tid : roman. Stockholm: Tiden. 1956. Libris 1973180
- Ömhetens portar : roman. Stockholm. 1957. Libris 1981818
- Lyckliga människor. Stockholm: Tiden. 1958. Libris 1499627
- Flöjter ur fjärran : dikter. Stockholm: Tiden. 1959. Libris 1499565
- Ungdoms hunger : roman. Stockholm: Tiden. 1960. Libris 1407336
- Glashusen : en nutidsroman. Stockholm: Tiden. 1962. Libris 1499586
- Livsresa : roman. Stockholm: Tiden. 1965. Libris 8073217
- -som havets nakna vind. Stockholm: Folket i bild. 1965. Libris 1499687
  -  Naken vind. Oslo: Alb. Cammermeyer. 1969. Libris 197588
  -  Som havets nøgne brise. København: Chr. Erichsen. 1965. Libris 22661713
  -  Wie der nackte Wind des Meeres : Roman. Hamburg: Gala. 1966. Libris 22661718
- Plötsligt, en dag ... FIB:s folkbokserie. Stockholm: Folket i bild. 1967. Libris 1499700
- Johannes och huldran och andra noveller : [1939-1967]. Bra klassiker, 99-0109262-0. Höganäs: Bra bok. 1983. Libris 7755003. ISBN 9186102591

#### Dramatik
- Ny ungdom : pjäs i tre akter. N.T.O:s teaterbibliotek, 99-2018770-4 ; 8. Stockholm: Nationaltemplarordens förlag. 1929. Libris 1341203
- Vid skiljovägen : amatörspel i två akter. N.T.O :s teaterbibliotek, 99-2018770-4 ; 13. Stockholm: Nationaltemplarordens förlag. 1930. Libris 1341208
- Familjen Phil : fars i tre akter. N.T.O:s teaterbibliotek, 99-2018770-4 ; 19. Stockholm: Nationaltemplarordens förlag. 1931. Libris 1350016
- Ödets dag : ett drama i en akt. N.T.O:s teaterbibliotek, 99-2018770-4 ; 18. Stockholm: Nationaltemplarordens förlag. 1931. Libris 1350015
- En spefågel : folkkomedi i 3 akter. N.T.O:s teaterbibliotek, 99-2018770-4 ; 26. Stockholm: Nationaltemplarordens förl. 1932. Libris 1350023

### Varia
- Ansikten : självbiografiska skisser. Stockholm: Bonnier. 1932. Libris 37548
- ”Avsikt som självporträtt”. Avsikter : arton författare om sina verk. Stockholm: Bonniers. 1945. sid. 180-187. Libris 31113
- Trosa / målningar av Reinhold Ljunggren. Stockholm: Bonnier. 1948. Libris 1414099
- Jag längtar till Italien. Tidens bokklubb, 99-0351103-5. Stockholm: Tiden. 1959. Libris 1499590
- Sandgren, Gustav (1961). Sköna landet Annorlunda : resor i Jugoslavien. Tidens bokklubb. Stockholm: Tiden. Libris 1499686
- Första gången i Rom / Gustav Sandgren, Ria Wägner. Sesam reseguide, 99-0118880-6. Stockholm: Aldus/Bonnier. 1973. Libris 1499574. ISBN 9100386502
- Första gången i Paris / Gustav Sandgren, Ria Wägner. Sesam reseguide, 99-0118880-6. Stockholm: Bonnier. 1977. Libris 7145259. ISBN 9100416207
- Lissabon, Algarve / Gustav Sandgren, Ria Wägner. Sesam reseguide, 99-0118880-6. Stockholm: Bonnier fakta. 1981. Libris 7246740. ISBN 91-34-42945-X

### Barn- och ungdomslitteratur
- Den okända faran : en framtidssyn / av Gabriel Linde. Önskeböckerna, 99-0163881-X. Stockholm: Albert Bonniers förlag. 1933. Libris 1347936
- Resan till Venus : äventyrsberättelse / av Gabriel Linde. Önskeböckerna, 99-0163881-X. Stockholm: Albert Bonniers förlag. 1934. Libris 1347937
- De fyra fjädrarna : en berättelse om pojkar. Önskeböckerna, 99-0163881-X. Stockholm: Bonnier. 1935. Libris 1367348
- Sjörövarna på Sandön : en berättelse för ungdom. Önskeböckerna, 99-0163881-X. Stockholm: Bonnier. 1936. Libris 1376047
- Skymningssagor. [1]-2 / illustrationer av Stig Åsberg. Stockholm: Bonnier. 1936-1946. Libris 1376048
- Gråfjäder : en berättelse om en kråkas liv. Önskeböckerna, 99-0163881-X. Stockholm: Albert Bonniers förlag. 1938. Libris 3075343
- Trollsländans sagor / illustrationer av Stig Åsberg. Stockholm: Bonnier. 1944. Libris 2088483
- Det stora myrkriget : en saga för barn och vuxna / med illustrationer av Einar Norelius ; efter en idé av Olof Pettersson. Stockholm: Lindqvists. 1948. Libris 1414093
  -  Der grosse Ameisenkrieg : ein Märchen für Alle. Berlin. 1950. Libris 3027778
- Springpojke rymmer. [Stockholm]: Rabén & Sjögren. 1950. Libris 1414092
  -  En visergutt rømmer. Oslo. 1952. Libris 3027777
  -  Stukket af ... København. 1955. Libris 3027773
- En dag på ängen / illustrerad av Walther Gube. Det är roligt att veta ; [3]. Stockholm: Svenska bokförlaget Bonniers. 1951. Libris 1446933
- Kajsa Rutlapp / [omslag och illustrationer av Birgitta Nordenskjöld]. [Stockholm]: Rabén & Sjögren. 1951. Libris 1446936
  -  Kisser Laptern. København. 1955. Libris 3027768
  -  Ich bin ein Hase und heisse Paul. Balve/Westf: Engelbert-Verlag. 1967. Libris 22661702
- Trollet som trampade på sitt skägg och andra sagor / [omslag och illustrationer av Rolf Lidberg]. BFB:s juniorserie, 99-1578741-3. Stockholm: Bonnier. 1952. Libris 1446943
- Kajsa Rutlapp försvinner / omslag och illustrationer: Birgitta Nordenskjöld. Stockholm: Rabén & Sjögren. 1953. Libris 1446938
  -  Kisser Laptern forsvinder. København. 1955. Libris 3027769
- Katten Jaum : berättelse för barn / illustrationer och omslag av Kjeld Simonsen. Bonniers barnbibliotek, 99-0129170-4 ; 107. Stockholm: Albert Bonniers förlag. 1953. Libris 3027766
- Rymdskeppens gåta / Gabriel Linde. Planetböckerna ; 2. Stockholm: Bonnier. 1953. Libris 1455663
- Kajsa Rutlapp på cirkus / [omslag och illustrationer: Birgitta Nordenskjöld]. Stockholm: Rabén & Sjögren. 1954. Libris 1446939
  -  Kisser Laptern i cirkus. København. 1955. Libris 3027770
- Katten Jaums underbara resa / illustrationer och omslag av Kjeld Simonsen. Bonniers barnbibliotek, 99-0129170-4 ; 114. Stockholm: Albert Bonniers förlag. 1954. Libris 1446941
  -  Didrik på rejse. København: Gyldendal. 1967. Libris 10310494
  -  Janne-kissa maailmalla. Jyväskylä: Gummerus. 1967. Libris 22661709
- Jompe och de tre bovarna / omslag och illustrationer Rita Rapp. Stockholm: Rabén & Sjögren. 1956. Libris 2334440
- Malin träffar Nalle Rödnos / omslag och illustrationer av Kerstin Halldin-Romare. Barnbiblioteket Saga, 99-0448970-X ; 291. Stockholm: Svensk läraretidnings förlag. 1956. Libris 2336505
- Kajsa Rutlapp reser norrut / omslag och illustrationer: Birgitta Nordenskjöld. Stockholm: Rabén & Sjögren. 1957. Libris 2337870
- Kaja Rutlapps borttappade öga / bearbetning av Åke W. Edfeldt. Läsalätt-serien, 0458-6247 ; 7. Stockholm: Liber. 1957. Libris 2334500
- Katten Jaums besvärliga jul : berättelse för barn / illustrationer och omslag av Kjeld Simonsen. Bonniers barnbibliotek, 99-0129170-4 ; [129]. Stockholm: Albert Bonniers förlag. 1957. Libris 2334120
- Äventyr i ungdomen. Stockholm: Eklund/Tiden. 1957. Libris 1927960
- Kvirre / [omslag och illustrationer av Rita Rapp-Lennmor]. Stockholm: Rabén & Sjögren. 1960. Libris 1499609
- Malin, Nalle Rödnos och Mariza / omslag och illustrationer av Kerstin Halldin-Romare. Barnbiblioteket Saga, 99-0448970-X. Stockholm: Sv. läraretidn. 1960. Libris 1499709
- Ödegården. Önskeböckerna, 99-0163881-X. Stockholm: Bonnier. 1965. Libris 1499704
- Kvirre och lejonet / [omslag och illustrationer av Rita Rapp-Lennmor]. Stockholm: Tiden. 1967. Libris 1499615
- Landet Korall-Korall. Stockholm: Tiden. 1968. Libris 1499621

### Översättningar (urval)
- Tarjei Vesaas: De svarta hästarna (Dei svarte hestane) (LT, 1948)
- Tennessee Williams: Det kan man kalla kärlek (The strangest kind of romance) (radiobearbetning och inledning av Palle Brunius, Radiotjänst, 1950)
- Halldis Moren Vesaas: Tidigt om våren (Tidleg på våren) (LT, 1950)
- Herman Melville: Moby Dick eller Den vita valen (Moby Dick) (bearbetning och översättning: Gustav Sandgren, omslag och illustrationer: Gösta Kriland, Svensk läraretidning, 1955) (Barnbiblioteket Saga, 281)
- Mark Twain: Tom Sawyer (The adventures of Tom Sawyer) (ill. Eric Palmquist, Tiden, 1956)
- Mark Twain: Huckleberry Finn (The adventures of Huckleberry Finn) (ill. Eric Palmquist, Tiden, 1957)
- Guy de Maupassant: Pierre och Jean (Tiden, 1959)
- Henry David Thoreau: Cape Cod (Cape Cod) (Tiden, 1960)
- James Fenimore Cooper: Den siste mohikanen (The last of the Mohicans) (Tiden, 1960)
- William Henry Hudson: I fjärran land och för länge sen (Far away and long ago) (Natur och kultur, 1961)